# Mihail Corbuleanu
Mihail Corbuleanu, romunski general, * 5. junij 1894, † 3. julij 1974.